# Wilhelm (Leuchtenberg)
Wilhelm (* 3. Januar 1586; † 20. März 1634 in Ingolstadt) war Landgraf von Leuchtenberg von 1614 bis 1621.
Wilhelm war das Gegenteil seines Vaters. Er gab viel Geld aus und nahm sich aus den Leuchtenbergischen Gefällen was ihm gefiel. Das führte zum Zwist mit seinem Vater. Nachdem er zunächst zu seiner Gemahlin Erika nach Manderscheid gezogen war, zog Wilhelm nach dem Tod des Vaters nach Grünsfeld, bevor er auch die Regentschaft über Leuchtenberg wieder erwarb. In dieser Zeit soll er sogar jemanden im Rausch getötet haben. Nach dem Tode seiner Frau trat er in ein Franziskanerkloster ein. Zwei seiner drei Söhne gab er in die Erziehung Albrechts VI., er verhielt sich aber weiterhin seiner Stellung nicht angemessen und machte viele Schulden.
Nach der Schlacht am Weißen Berg vor Prag hatte sich Graf von Mansfeld in die Oberpfalz zurückgezogen und brandschatzte Pfreimd, ehe er 1621 aus der Landgrafschaft abzog, um sich in die Rheinpfalz zurückzuziehen. Landgraf Wilhelm wurde von den Protestanten nach Amberg mitgenommen und inhaftiert.
Wieder frei, wurde er schließlich auf Befehl Maximilians I. 1621 in Kelheim verhaftet und hinter Kerker- und Klostermauern gebracht. Maximilian hatte kurz vorher die pfälzische Oberpfalz eingenommen. Bis 1628 übernahm die Verwaltung des Landes Herzog Maximilian I. Zunächst in Kerker und Kloster in Burghausen, wurde Wilhelm später in verschiedenen Klöstern (Chiemsee, Augsburg, Zabern, Pfreimd, Ingolstadt) festgehalten, bevor er 1634 verstarb. Zwei seiner Söhne waren bereits kurz vor ihm als Offiziere der kaiserlichen Armee an Seuchen gestorben.
| Vorgänger    | Amt                                 | Nachfolger      |
| ------------ | ----------------------------------- | --------------- |
| Georg Ludwig | Landgraf von Leuchtenberg 1614–1621 | Maximilian Adam |

| Personendaten    | Personendaten             |
| ---------------- | ------------------------- |
| NAME             | Wilhelm                   |
| KURZBESCHREIBUNG | Landgraf von Leuchtenberg |
| GEBURTSDATUM     | 3. Januar 1586            |
| STERBEDATUM      | 20. März 1634             |
| STERBEORT        | Ingolstadt                |